# Bill Carow
William Kellogg „Bill“ Carow (* 26. Juni 1958 in Brattleboro, Vermont) ist ein ehemaliger US-amerikanischer Biathlet.
Carow schloss 1980 sein Studium am Dartmouth College ab, wo er im Fußball, Skifahren und Baseball aktiv war. Außerdem spielte er Horn im örtlichen Symphonieorchester.
Als Biathlet trat Carow bei zwei Olympischen Winterspielen an. 1984 in Sarajevo belegte er im Sprintwettbewerb über 10 Kilometer den 20. Platz. In der Staffel über vier Mal 7,5 Kilometer erreichte er mit seinen Teamkollegen Donald Nielsen Jr., Lyle Nelson und Josh Thompson Rang 11. Vier Jahre später, bei den Olympischen Winterspielen 1988 in Calgary, wurde er sowohl im Sprintrennen als auch im Einzelwettkampf über 20 Kilometer 49.
Carow wurde außerdem nationaler Meister über 20 Kilometer im Jahr 1982 und trat im Laufe seiner aktiven Karriere bei sechs Biathlon-Weltmeisterschaften an.